# Ben (album)
Cet article concerne l'album de Michael Jackson. Pour la chanson du même chanteur, voir Ben.
Pour les articles homonymes, voir Ben.
Albums de Michael Jackson
Got To Be There
(1972) Music and Me
(1973)
Singles
Ben est le deuxième album du chanteur Michael Jackson, sorti le 4 août 1972 sous le label Motown.
Ben, le premier et seul single issu de cet opus, deviendra le premier n°1 de Michael Jackson au Billboard Hot 100, alors que son interprète n'est âgé que de 14 ans. Cette chanson-titre est issue de Ben (1972), un film d'horreur de Phil Karlson mettant en scène des rats tueurs.
Certifié disque d'argent au Royaume-Uni, l'album s'est écoulé à plus de deux millions d'exemplaires dans le monde.

## Titres de l'album
| No  | Titre                          | Durée |
| --- | ------------------------------ | ----- |
| 1.  | Ben                            | 2:44  |
| 2.  | Greatest Show On Earth         | 2:48  |
| 3.  | People Make The World Go Round | 3:15  |
| 4.  | We'Ve Got A Good Thing Going   | 3:00  |
| 5.  | Everybody's Somebody's Fool'   | 3:00  |
| 6.  | My Girl                        | 3:08  |
| 7.  | What Goes Around Comes Around  | 3:33  |
| 8.  | In Our Small Way               | 3:40  |
| 9.  | Shoo-Be-Doo-Be-Doo-Da-Day      | 3:22  |
| 10. | You Can Cry On My Shoulder     | 2:40  |